# Н’Кулу, Николя
Николя́ Але́ксис Жу́лио Н’Кулу́ Н’Дубена́ (фр. Nicolas Alexis Julio Nicolas N'Koulou Ndoubena; 27 марта 1990, Яунде, Камерун) — камерунский футболист, защитник клуба «Амед» и национальной сборной Камеруна.

## Карьера

### Ранние годы
Н’Кулу начал свою карьеру в спортивной академии Каджи в Дуале, в той же академии, в которой учились такие прославленные футболисты, как Самуэль Это'о, Карлос Камени и Эрик Джемба-Джемба. В конце 2007 года было объявлено, что он был приобретен футбольным клубом «Монако». Он согласился на трёхлетний профессиональный контракт с клубом. Он провёл последнюю часть сезона 2007/08, играя в молодёжной команде «Монако», прежде чем присоединиться к основной команде на предсезонку в июле 2008 года, где ему был вручён комплект игровой формы с номером № 3.

### «Монако»
Н’Кулу провёл два матча во время предсезонной подготовки, сыграв свой первый товарищеский матч против команды Лиги 1 «Тулузы», а также против хорватской команды «Загреб». 13 сентября 2008 года дебютировал в чемпионате Франции в матче 5-го тура против «Лорьяна». Он вышел в стартовом составе и был заменён на Седрика Монгонгу на 65-й минуте. Всего в сезоне 2008/09 он провёл 24 матча.
В сезоне 2009/10 Н’Кулу большую часть сезона играл, как опорный полузащитник под руководством Ги Лякомба и недавно пришедшего в клуб Себастьяна Пюигренье. По ходу сезона Н’Кулу подписал новый контракт с клубом, действующий до 2012 года, а затем вернулся на родную позицию центрального защитника. Н’Кулу сыграл в финале Кубка Франции, выйдя на замену вместо Эдуардо Косты на 111-й минуте, однако клуб уступил ПСЖ 0:1. Всего в сезоне 2009/10 он отыграл 23 матча, несмотря на участие в Кубке африканских наций 2010.
В сезоне 2010/11 годов Н’Кулу оказался втянут в спекуляции с трансфером, но в итоге остался в клубе, несмотря на ссору с Лякомбом. Н’Кулу продолжал оставаться в первой команде, большую часть сезона играя на позиции опорного полузащитника и центрального защитника. Несмотря на травмы и дисквалификацию, Н’Кулу завершил сезон 2010/11, сыграв 30 матчей. Однако, после вылета «Монако» в Лигу 2, Н’Кулу был одним из ключевых игроков, которые, как ожидалось, покинут клуб. Им интересовались несколько известных европейских клубов. Английский «Арсенал», испанские «Севилья» и мадридский «Атлетико», а также многократный чемпион Франции «Лион» заявили о своих интересах подписать камерунского защитника. За время своего пребывания в «Монако» Н’Кулу принял участие в 78 матчах.

### «Марсель»

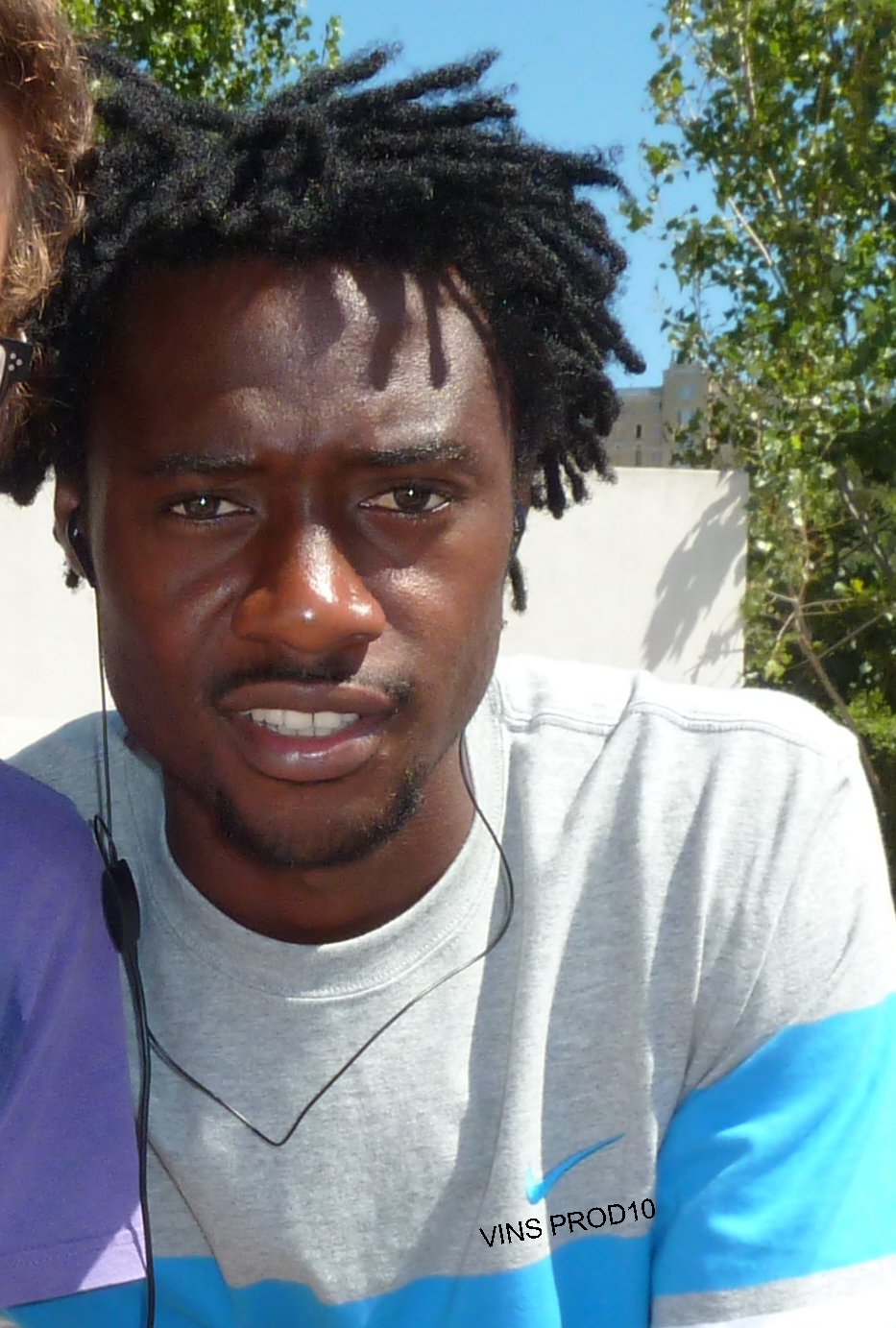
Н’Кулу в «Марселе» в 2011 году.

29 июня 2011 года Николя подписал четырёхлетний контракт с «Марселем». Сумма сделки составила 3,5 миллиона евро. Пропустив два матча из-за дисквалификации, которую он получил во время пребывания в «Монако», Н’Кулу дебютировал в составе «Марселя» 14 августа 2011 года в матче против «Осера». 21 августа 2011 года в матче против «Сент-Этьена» Н’Кулу был замешан в инциденте с Флораном Синамой Понголем. После рассмотрения Дисциплинарным комитетом LFP он получил трёхматчевую дисквалификацию. Отбывая дисквалификацию в лиге, 13 сентября 2011 года он дебютировал в Лиге чемпионов в матче 1-го тура группового этапа против греческого «Олимпиакоса». 21 сентября 2011 года Н’Кулу вернулся в первую команду в матче против «Эвиана». Благодаря своим выступлениям он стал лучшим игроком клуба в октябре. Н’Кулу продолжал оставаться в первой команде в сезоне 2011/12, несмотря на очередную дисквалификацию (он получил двухматчевую дисквалификацию в игре против «Дижона») и травму колена. Несмотря на это, Н’Кулу помог клубу одолеть «Лион» в финале Кубка французской Лиги, а «Марсель» выиграл кубок впервые с 1981 года, а также был назван Игроком матча. После завершения выступления в сезоне 2011/12, сыграв 46 матчей во всех турнирах, Н’Кулу вошёл в команду года 2012 и был номинирован на премию Марка-Вивьена Фоэ, но занял второе место после Юнеса Беланды. Тем не менее, Н’Кулу был назван игроком сезона в «Марселе».
В сезоне 2012/13 Н’Кулу оказался в спекуляциях с трансфером, когда клуб начал испытывать финансовые проблемы, но остался в клубе и настаивал на выполнение своего контракта. Н’Кулу регулярно играл в сезоне 2012/13, сыграв все матчи в чемпионате и забив свой первый гол за клуб, 3 марта 2013 года в матче против «Труа». В течение сезона Н’Кулу получил травму связок колена и пропустил несколько недель, но вскоре сумел вернуться на поле. В конце сезона Н’Кулу вошёл в команду года 2013 во второй раз подряд.

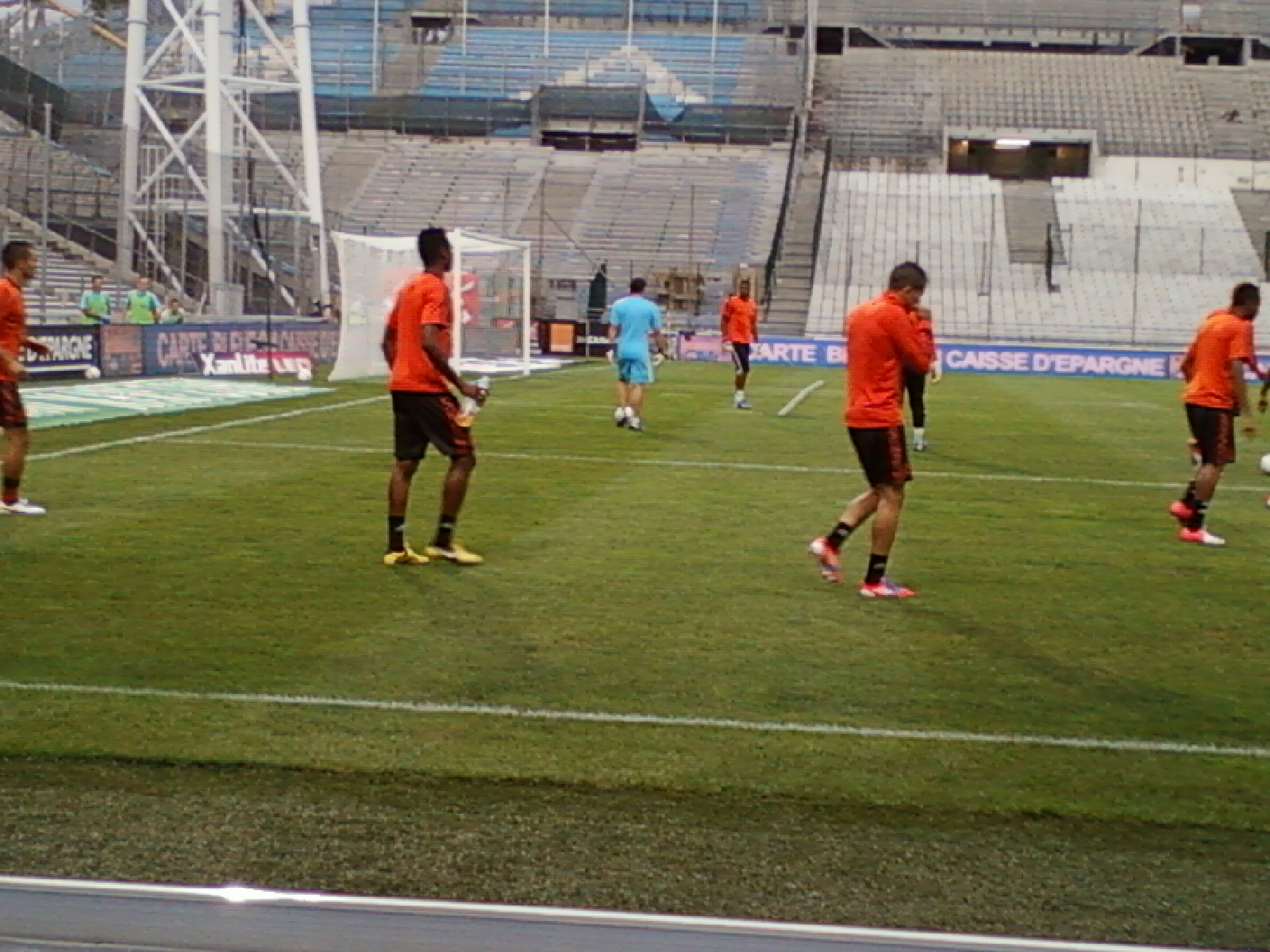
Н’Кулу на тренировке «Марселя» в 2012 году.

В сезоне 2013/14 Н’Кулу заявил, что готов покинуть «Марсель» летом, что вызвало интерес со стороны его бывшего клуба «Монако», который только что вернулся в Лигу 1, и «Арсенала». После того, как клуб установил на него более высокую цену, Н’Кулу остался в клубе и неудачно начал сезон с матча против «Генгама». 4 января 2014 года Н’Кулу продлил контракт с «Марселем» до 2016 года. По ходу сезона 2013/14 Н’Кулу получил травму колена, из-за которой пропустил один матч. После возвращения Н’Кулу забил два гола в матчах против «Сент-Этьена» и «Сошо». Н’Кулу закончил сезон 2013/14, сыграв 46 матчей и забив два гола во всех турнирах.
В преддверии сезона 2014/15 клуб был заинтересован в продаже Н’Кулу, но после товарищеского матча против «Бари» появились намеки на то, что он хочет остаться в клубе. Его хорошая игра против «Генгама» 23 августа 2014 года помогла ему войти в «Команду недели» в матче 3-го тура. 19 октября 2014 года Н’Кулу забил свой первый гол в сезоне в ворота «Тулузы». 2 ноября 2014 года Н’Кулу снова забил, это произошло в матче с «Лансом». Однако в сезоне 2014/15 он вынужден был пропустить 26 игр во всех соревнованиях из-за травм. После двух месяцев без футбола, 12 апреля 2015 года Н’Кулу вернулся на поле в матче против «Бордо», и продолжил выступать за команду до конца сезона, а «Марсель» в итоге закончил чемпионат на 4-м месте в двух очках от Лиги чемпионов.
В преддверии сезона 2015/16 контракт Н’Кулу истекал, но он его не стал продливать, хотя его будущее оставалось неопределенным. 16 августа 2015 года Н’Кулу сыграл первую игру в сезоне против «Реймса». 29 января 2016 года в игре против «Лилля» Н’Кулу впервые вышел на матч с капитанской повязкой из-за отсутствия Стива Манданда. 21 февраля 2016 года в матче против «Сент-Этьена» Н’Кулу получил прямую красную карточку. В дополнение к своим дисциплинарным проблемам, он трижды был отстранён от матчей Кубка Франции. Н’Кулу сыграл в финале Кубка Франции, в котором «Марсель» проиграл ПСЖ 2:4. В сезоне 2015/16 «Марсель» столкнулся с трудностями и в течение сезона клубом руководили три разных специалиста, и по итогу закончил чемпионат на тринадцатом месте. По истечении его контракта в конце сезона, Н’Кулу привлёк внимание таких клубов, как «Малага», «Шальке 04», «Ювентус» и «Лацио». Однако 27 июня 2016 года Н’Кулу начал переговоры о том, чтобы остаться во Франции, присоединившись к «Лиону».

### «Лион»
29 июня 2016 года футболист в статусе свободного агента заключил четырёхлетний контракт с «Лионом». Вступив в клуб, Н’Кулу заявил, что присоединился к «Лиону», чтобы добиться большего, и получил футболку с номером 3. Н’Кулу дебютировал за «Лион» в матче Суперкубка Франции против «Пари Сен-Жермен», закончившиеся поражением 1:4. Неделю спустя он дебютировал в чемпионате за клуб в первом матче сезона против «Нанси». 18 сентября 2016 года в своём первом матче против «Марселя», закончившемся вничью 0:0, Н’Кулу каждый раз слышал свист болельщиков «Марселя», когда он касался мяча. Вскоре выступление Н’Кулу подверглось критике со стороны наблюдателей, что побудило тренера Бруно Женезио защитить его. Н’Кулу закончил сезон 2016/17, сыграв 22 матча во всех турнирах.

### «Торино»
5 августа 2017 года итальянский клуб «Торино» объявил, что подписал контракт с Н’Кулу на год с возможным правом выкупа. 11 августа 2017 года он дебютировал за клуб в игре Кубка Италии против «Трапани», выигранном «Торино» со счётом 7:1. 20 августа 2017 года состоялся его дебют в Серии А в матче против «Болоньи». Н’Кулу забил свой первый гол за клуб 2 декабря в ворота «Аталанты». В конце своего первого сезона в клубе Н’Кулу был признан болельщиками лучшим игроком «Торино» в сезоне. По итогу клуб выкупил футболиста за 3,5 миллиона евро. 2 сентября 2018 года Н’Кулу забил свой первый гол в сезоне 2018/19 в матче против СПАЛ. В матче против «Аталанты» порвал крестообразные связки и выбыл до конца сезона.

### Выступления за сборную
В 2008 году Н’Кулу в составе сборной выступал на Олимпийских играх в Пекине. 19 ноября того же года он дебютировал в сборной, в матче с ЮАР.
Н’Кулу был вызван для участия в Кубке африканских наций 2010 года тренером Камеруна Полем Ле Гуэном. В том же году, Н’Кулу был вызван на чемпионат мира 2010. Дебютировал на турнире в матче против Японии, проигранном 0:1. Н’Кулу сыграл все три матча на чемпионате мира, а Камерун выбыл на групповом этапе.
После того, как капитан Самуэль Это’о и вице-капитан Эйонг Эно были отстранены Федерацией футбола Камеруна на пять и два матча соответственно за бойкот товарищеского матча против Алжира, Н’Кулу был временно назначен капитаном сборной Камеруна и провёл свой первый матч в данном качестве против Гвинеи-Бисау.
После того, как Это’о отказался вернуться в национальную сборную в конце августа 2012 года, Федерация футбола Камеруна в ответ лишила его звания капитана, и Н’Кулу был назначен новым капитаном сборной Камеруна.
На чемпионате мира 2014 года Н’Кулу сыграл все три матча, а Камерун завершил выступление на групповом этапе. На следующий год Н’Кулу был вызван в сборную на Кубок африканских наций 2015.
26 марта 2016 года Н’Кулу забил свой первый гол за сборную, поразив ворота ЮАР, команде, с которой он дебютировал восемь лет назад.
Его гол в ворота Египта в финале Кубка африканских наций 2017 года стал первым голом, который Египет пропустил в финалах Кубка африканских наций после гола Менгисту Ворку в финале Кубка африканских наций 1962 года.

## Статистика
| Клуб             | Сезон            | Лига             | Лига | Лига | Кубок | Кубок | Кубок лиги | Кубок лиги | Еврокубки | Еврокубки | Всего | Всего |
| Клуб             | Сезон            | Чемпионат        | Игры | Голы | Игры  | Голы  | Игры       | Голы       | Игры      | Голы      | Игры  | Голы  |
| ---------------- | ---------------- | ---------------- | ---- | ---- | ----- | ----- | ---------- | ---------- | --------- | --------- | ----- | ----- |
| Монако           | 2008/09          | Лига 1           | 24   | 0    | 1     | 0     | 1          | 0          | -         | -         | 26    | 0     |
| Монако           | 2009/10          | Лига 1           | 24   | 0    | 3     | 0     | 1          | 0          | -         | -         | 28    | 0     |
| Монако           | 2010/11          | Лига 1           | 30   | 0    | 1     | 0     | 2          | 0          | -         | -         | 33    | 0     |
| Монако           | Всего            | Всего            | 78   | 0    | 5     | 0     | 4          | 0          | 0         | 0         | 87    | 0     |
| Марсель          | 2011/12          | Лига 1           | 30   | 0    | 2     | 0     | 4          | 0          | 10        | 0         | 46    | 0     |
| Марсель          | 2012/13          | Лига 1           | 38   | 1    | 2     | 0     | 1          | 0          | 7         | 0         | 48    | 1     |
| Марсель          | 2013/14          | Лига 1           | 37   | 2    | 2     | 0     | 2          | 0          | 5         | 0         | 46    | 2     |
| Марсель          | 2014/15          | Лига 1           | 24   | 2    | 1     | 0     | 1          | 0          | -         | -         | 26    | 2     |
| Марсель          | 2015/16          | Лига 1           | 33   | 0    | 3     | 0     | 0          | 0          | 5         | 0         | 41    | 0     |
| Марсель          | Всего            | Всего            | 162  | 5    | 10    | 0     | 8          | 0          | 27        | 0         | 207   | 5     |
| Лион             | 2016/17          | Лига 1           | 13   | 0    | 1     | 0     | 1          | 0          | 7         | 0         | 22    | 0     |
| Торино           | 2017/18          | Серия A          | 37   | 2    | 2     | 0     | -          | -          | -         | -         | 39    | 2     |
| Торино           | 2018/19          | Серия A          | 36   | 2    | 2     | 0     | -          | -          | -         | -         | 38    | 2     |
| Торино           | 2019/20          | Серия A          | 31   | 1    | 2     | 0     | 5          | 0          | -         | -         | 38    | 1     |
| Торино           | 2020/21          | Серия A          | 18   | 1    | 2     | 0     | -          | -          | -         | -         | 20    | 1     |
| Торино           | Всего            | Всего            | 122  | 6    | 8     | 0     | 5          | 0          | 0         | 0         | 135   | 6     |
| Всего за карьеру | Всего за карьеру | Всего за карьеру | 377  | 11   | 24    | 0     | 18         | 0          | 34        | 0         | 453   | 11    |

## Достижения

### Командные
«Олимпик Марсель»
- Обладатель Кубка французской лиги: 2011/12

Сборная Камеруна
- Обладатель Кубка африканских наций: 2017

### Личные
- Игрок сезона «Олимпик Марсель»: 2012